# Gambias flag
Gambias flag, blev designet af Pa Louis Thomasi, og består af en horisontal trikolore af rød, blå og grøn, hvor farverne adskilles af hvide striber.

## Beskrivelse
Den røde top symboliserer solen og savannen, det blå midtparti symboliserer Gambiafloden, som flyder gennem landet. Det grønne bundparti symboliserer landet og skoven i Gambia. De hvide striber symboliserer fred og evighed. Flaget blev taget i brug den 18. februar, 1965, den samme dag som landet blev fuldstændigt uafhængigt af Storbritannien. Til forskel fra mange andre afrikanske lande har gambias flag intet politisk grundlag.

## Design
Den røde og grønne stribe er halvanden gange så bred som den blå. Den røde og grønne stribe er hver en tredjedel af højden af flaget, og det blå bånd er 2/9. De hvide streger udgør en 1/18 af flagets højde.

## Tidligere flag
- Flaget for britisk Vestafrika (1870 – 1888)
- Flaget for den britiske guvernør (1870 – 1888)
- Flaget for britisk Gambia (1889 – 1965)
- Flaget for britisk Gambias guvernør (1901 – 1965)
- Flaget for den britiske guvernør (1965 – 1970)